# 커틀릿

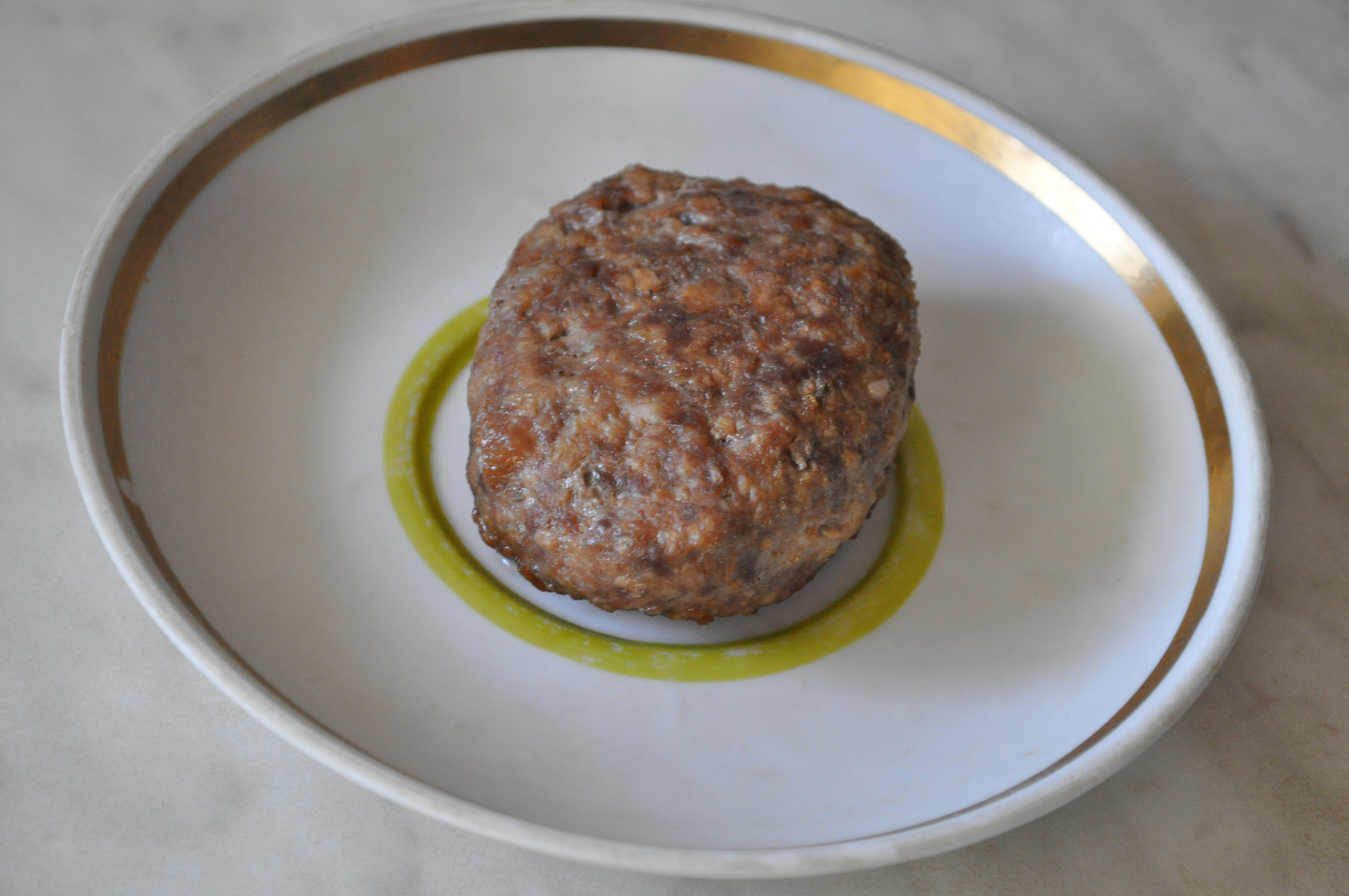
러시아의 커틀릿.

커틀릿(Cutlet)은 얇게 저민 고기를 굽거나, 기름에 튀긴 것을 말한다. 갈비뼈를 의미하는 프랑스어 단어 côtelette, côte가 기원이다.

## 같이 보기
- 튀김옷 커틀릿
- 촙